# Brumetz

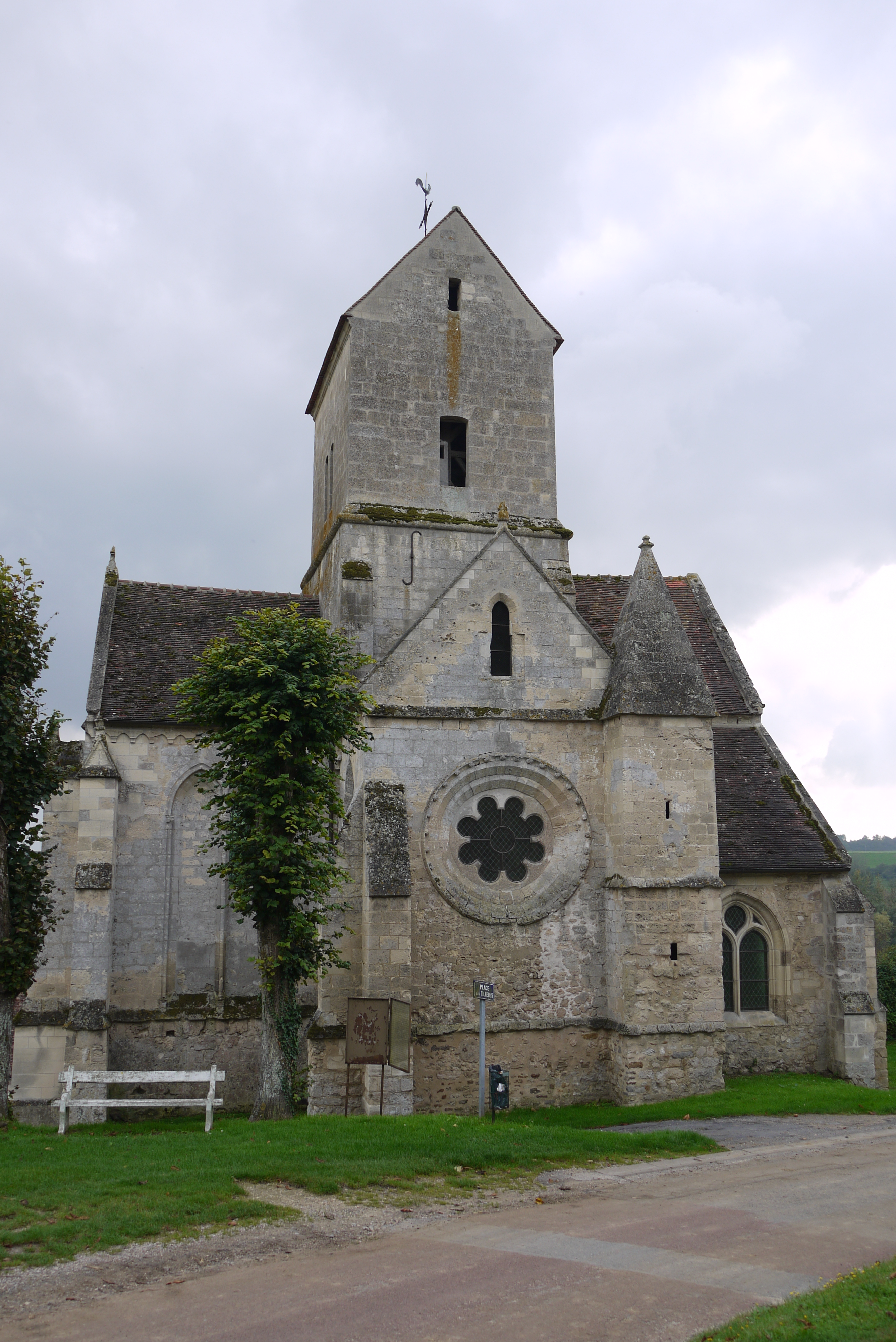
Kerk Saint-Crépin

Brumetz is een gemeente in het Franse departement Aisne (regio Hauts-de-France) en telt 202 inwoners (2005). De plaats maakt deel uit van het arrondissement Château-Thierry.

## Geografie
De oppervlakte van Brumetz bedraagt 7,2 km², de bevolkingsdichtheid is 28,1 inwoners per km².
De onderstaande kaart toont de ligging van Brumetz met de belangrijkste infrastructuur en aangrenzende gemeenten.

## Demografie
Onderstaande figuur toont het verloop van het inwonertal (bron: INSEE-tellingen).
Vanwege een beveiligingsprobleem met de MediaWiki Graph-software is het momenteel niet mogelijk deze grafiek weer te geven. Zodra de software is bijgewerkt zal de grafiek vanzelf weer zichtbaar worden.

## Historisch monument

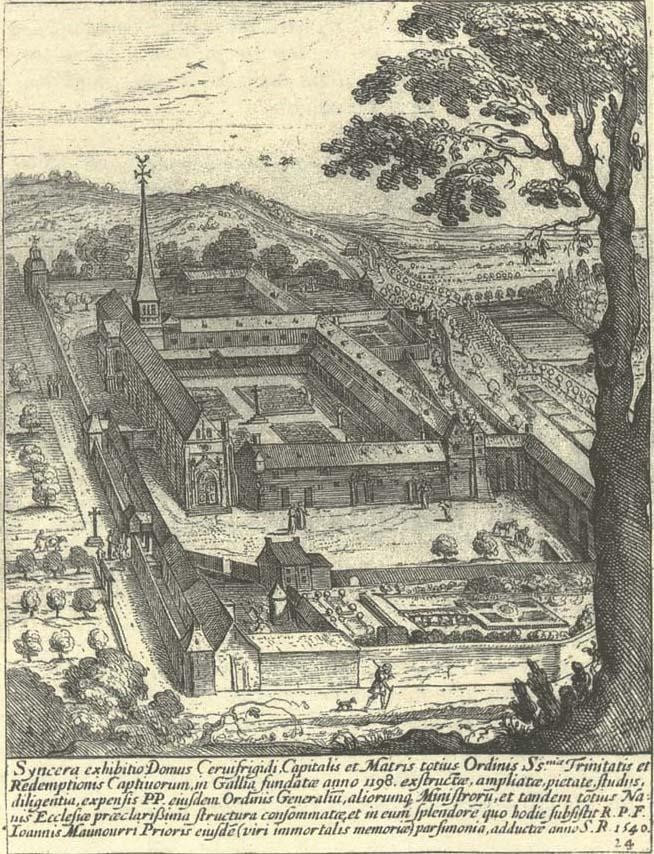
Het klooster van Cerfroid in 1540.

In het klooster van Cerfroid werd in 1193 de Orde van de Trinitariërs gesticht. Het gebouw met drie hectaren eromheen is nog steeds een retraite-oord.
1. ↑  Populations de référence 2022.